# Conotylidae
Conotylidae – rodzina dwuparców z rzędu Chordeumatida i podrzędu Heterochordeumatidea.
Dorosłe formy tych dwuparców osiągają od 9 do 25 mm długości ciała i mają tułów złożony z 30 pierścieni, z których pierwszy (collum) nie nakrywa głowy. Oczy występują na trójkątnych polach ocznych w liczbie maksymalnie 22–24. Czułki są długie, smukłe, bez wyraźnej buławki, wyposażone w 4–5 stożków zmysłowych. Trzeci człon czułków jest najdłuższy. Liczba grzebykowatych lamelli na żuwaczkach wynosi po około 12. Gnatochilarium cechuje niepodzielona bródka. Wyraźne nabrzmiałości boczne (paranota) występują na pierścieniach tułowia położonych za collum i wyposażone są w 2 duże, ruchome, zewnętrzne szczecinki segmentalne po każdej stronie. Epiprokt i paraprokty są ścięte, z dwoma kądziołkami. Długie i smukłe odnóża mają silnie owłosione nasady i zaopatrzone są w wyraźne pazurki. U samca dwie początkowe pary odnóży są zredukowane do sześciu członów, para ósma i dziewiąta przekształcone w gonopody, para dziesiąta ma biodra nabrzmiałe wskutek obecności gruczołów biodrowych, a parę jedenastą cechuje obecność haczyków na przedudziach. Przednie gonopody są jednoczłonowe, tylne zaś trójczłonowe z biodrami niezlanymi ze sternum oraz nabrzmiałymi i wygiętymi grzbietowo członami końcowymi.
Wije te występują w Ameryce Północnej, Chile i Japonii. Na północ sięgają południowej Alaski. Preferują rejony o chłodniejszym klimacie, jaskinie i wyższe położenia górskie. Spotykane są w ściółce i martwym drewnie. W niższych położeniach osobniki młodociane notowane były latem i jesienią, natomiast dorosłe zimą. Aktywne są również wśród śniegu i na zamarzniętych kłodach. Kopulację obserwowano na wysokości 1160 m n.p.m. w maju, na butwiejącym drewnie wśród licznych płatów śniegu. Badania zawartości jelita przedniego jednego z gatunków wskazują, że odżywiają się one cewkami martwych drzew iglastych i przerastającymi je strzępkami grzybów.
Takson ten wprowadzony został w 1896 przez Oratora Fullera Cooka. Conotylidae wraz z Adritylidae należą do nadrodziny Conotyloidea. Obejmują 65 gatunków, zgrupowanych w 16 rodzajach i 4 podrodzinach:
- Austrotylinae Shear, 1976
- Conotylinae Cook, 1896
- Lophominae Loomis et Schmitt
- Macromastinae Loomis et Schmitt